# ادوارد آلن وود
ادوارد آلن وود (انگلیسی: Edward Allan Wood; ۶ مهٔ ۱۸۶۵ – ۲۰ مهٔ ۱۹۳۰) فرد نظامی اهل آفریقای جنوبی بود.